# Ariel Șaron

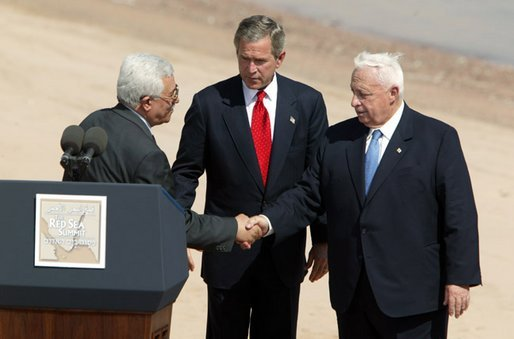
Mahmud Abbas, George W. Bush și Ariel Sharon, la întâlnirea de la Marea Roșie, Aqaba, iunie 2003

Ariel Șaron (sau după ortografia în sursele israeliene oficiale Ariel Sharon, în ebraică: אריאל שרון , cunoscut adesea ca „Arik” Sharon, născut Ariel Scheinermann, אריאל שיינרמן în ebraică, la 27 februarie 1928, în Kfar Malal, în Palestina sub mandat britanic - d. 11 ianuarie 2014, Tel Hashomer, Ramat Gan, Israel) a fost un general și politician israelian.  A fost cel de-al 11-lea prim ministru al Israelului între anii 2001-2006, fondator al micului partid „Shlomtzion”, apoi al partidului de centru-dreapta Likud și apoi al partidului de centru Kadima, ministru al apărării (1981-1983), ministru de externe (1998-1999), ministru al agriculturii, al comerțului și industriei etc. Înainte de intrarea în viața politică, s-a distins ca militar, ca unul din comandanții brigăzii de parașutiști, fondator al unității de comando 101 și ca general-maior, comandant al trupelor frontului de sud.

## Biografie

### Tinerețea
Tatăl său, Shmuel Scheinermann, era un tehnician agronom originar din Brest-Litovsk, pe atunci Lituania (în sensul larg), în Imperiul Rus. Mama sa, Vera sau Dvora, născută Schneier, era medic, originară din Mohilev, în Bielorusia.
Bunicul patern, Mordehai Scheinerman, a fost  fiul unui „cantonist”, adică al unui evreu luat la oaste, care a slujit 25 ani în armata țaristă, pentru care a dobândit un lot de pământ la eliberarea din serviciul militar. Mordehai Scheinerman a devenit un sionist înflăcărat, unul din fondatorii organizației sioniste locale din orașul Brest Litovsk. El a fost bun prieten cu concitadinul Zeev Begin, tatăl liderului  sionist revizionist și viitor prim ministru al Israelului, Menachem Begin. Atât bunicul lui Sharon cât și tatăl lui Begin au fost delegați la primele congrese sioniste⁠(en)[traduceți]. În anul 1910 Scheinerman și familia sa au emigrat în Palestina, care era pe atunci parte a  Imperiului Otoman. Familia s-a stabilit în noua așezare evreiască Rehovot, unde Mordehai a lucrat ca profesor. Au trăit în Palestina numai 2 ani, după care s-au întors în Rusia din cauza condițiilor precare de viață și a lipsei de mijloace financiare. Mordehai Scheinerman a cunoscut-o pe soția sa, Vera, în vremea în care amândoi se refugiaseră la Tbilisi, în Georgia, în împrejurările Primului Război Mondial. În anul 1920 cuplul a emigrat în Palestina, între timp ajunsa sub mandat britanic, și s-a instalat în moshavul (sat semicooperatist) Kfar Malal, unde s-a născut Ariel Scheinermann, care a adoptat mai târziu numele ebraic Ariel Sharon, la îndemnul lui David Ben-Gurion. Ariel a avut o soră mai mare, Yehudit (Dita), care ulterior, spre consternarea familiei, s-a îndrăgostit de un militar englez staționat în Palestina și s-a stabilit cu acesta în Marea Britanie.

## Cariera militară
Ariel Sharon s-a ilustrat ca luptător și comandant în cursul războaielor israelo-arabe: Războiul arabo-israelian din 1948-1949, Războiul Suezului din 1956, Războiul de Șase Zile din 1967, precum și în Războiul de Iom Kipur din 1973.
În perioada 1969-1973, generalul Ariel Sharon a fost comandant al Armatei de Sud a Israelului.
O comisie juridică desemnată de guvernul israelian, sub conducerea judecătorului suprem Kahan, l-a considerat pe Sharon responsabil indirect pentru masacrul vindicativ înfăptuit de Falangele libaneze de sub comanda lui Elie Khobeika în taberele de refugiați palestinieni Sabra și Șatila, care a avut loc în timpul invaziei israeliene a Libanului în 1982. În urma acestor circumstanțe a fost poreclit de către unii „călăul din Beirut”, iar demonstranții din Israel și din lume l-au condamnat drept „criminal”. Drept consecință a raportului comisiei Kahan, Sharon și-a dat demisia din guvern. El a dat în judecată pentru calomnie revista americană Time care afirmase că ar fi încurajat organizarea masacrului, acuzație care la 16 ianuarie 1985 a fost infirmată ca nejustificată de către un tribunal din New York.. Acțiunea judiciară s-a încheiat printr-o înțelegere în conformitate cu care revista americană l-a despăgubit pe Sharon cu suma de 200.000 dolari.

### Bătălia pentru Ierusalim și Războiul de Independență (1948-1949)
Unitatea lui Sharon din cadrul forțelor Hagana a fost angajată în lupte grele și continue începând din toamna anului 1947, participând la începutul Bătăliei pentru Ierusalim. Fără a avea forțele militare suficiente pentru a controla drumurile, unitatea sa a inițiat raiduri împotriva forțelor arabe din apropierea localității sale natale Kfar Malal. Grupați în subunități de câte treizeci de oameni, luptătorii ei loveau în mod constant satele arabe, poduri, baze militare, și organizau ambuscade pe căile de acces dintre satele și bazele militare arabe. Sharon relata în autobiografia sa:
„„Am devenit pricepuți în a găsi drumul în cele mai întunecate nopți și, treptat, ne-am construit forța și rezistența necesară acestor tipuri de operațiuni. Stresul luptelor permanente ne-a apropiat unii de alții și unitatea a început să funcționeze nu doar ca o unitate militară, dar aproape ca o familie .... Luptam aproape în fiecare zi. Ambuscadele și luptele urmau unele după altele ca și cum ar fi toate una și aceeași bătălie"”
Ca urmare a rolului său într-un raid de noapte asupra forțelor irakiene de la Bir Adas, Sharon a fost avansat comandant de pluton în Brigada Alexandroni. După proclamarea Statului Israel și declanșarea Războiului de Independență a acestuia, plutonul lui Sharon a oprit înaintarea irakienilor la Kalkiliya. Sharon era considerat un soldat călit și agresiv și a înaintat cu repeziciune în grad în cursul războiului. În Prima bătălie de la Latrun, într-o încercare nereușită de a ajuta comunitatea evreiască asediată din Ierusalim, el a fost rănit în zona inghinală, la stomac și la un picior, de tirul unor soldați din Legiunea arabă transiordaniană. În lupte unitatea sa a suferit pierderi grele, numărând 136 morți. După ce s-a refăcut de pe urma rănilor primite la Latrun, el a reluat comanda unității sale de patrulare. 
În acele zile, primul ministru și ministrul apărării al Israelului, și părintele fondator al acestui stat, David Ben-Gurion, i-a ebraizat numele de familie din Scheinerman în „Sharon”.  În septembrie 1949, Sharon a fost promovat comandant de companie în fruntea unității de recunoaștere a Brigăzii Golani, și în 1950 a devenit ofițer de informații la Comandamentul Central al armatei israeliene. 
Sharon și-a luat ulterior un concediu pentru a începe studiile de istoria și cultura Orientului Mijlociu la Universitatea Ebraică din Ierusalim. Cariera militară ulterioară a sa s-a caracterizat prin nesupunere și agresivitate , dar, de asemenea,prin calități de comandant strălucit.

### Unitatea 101

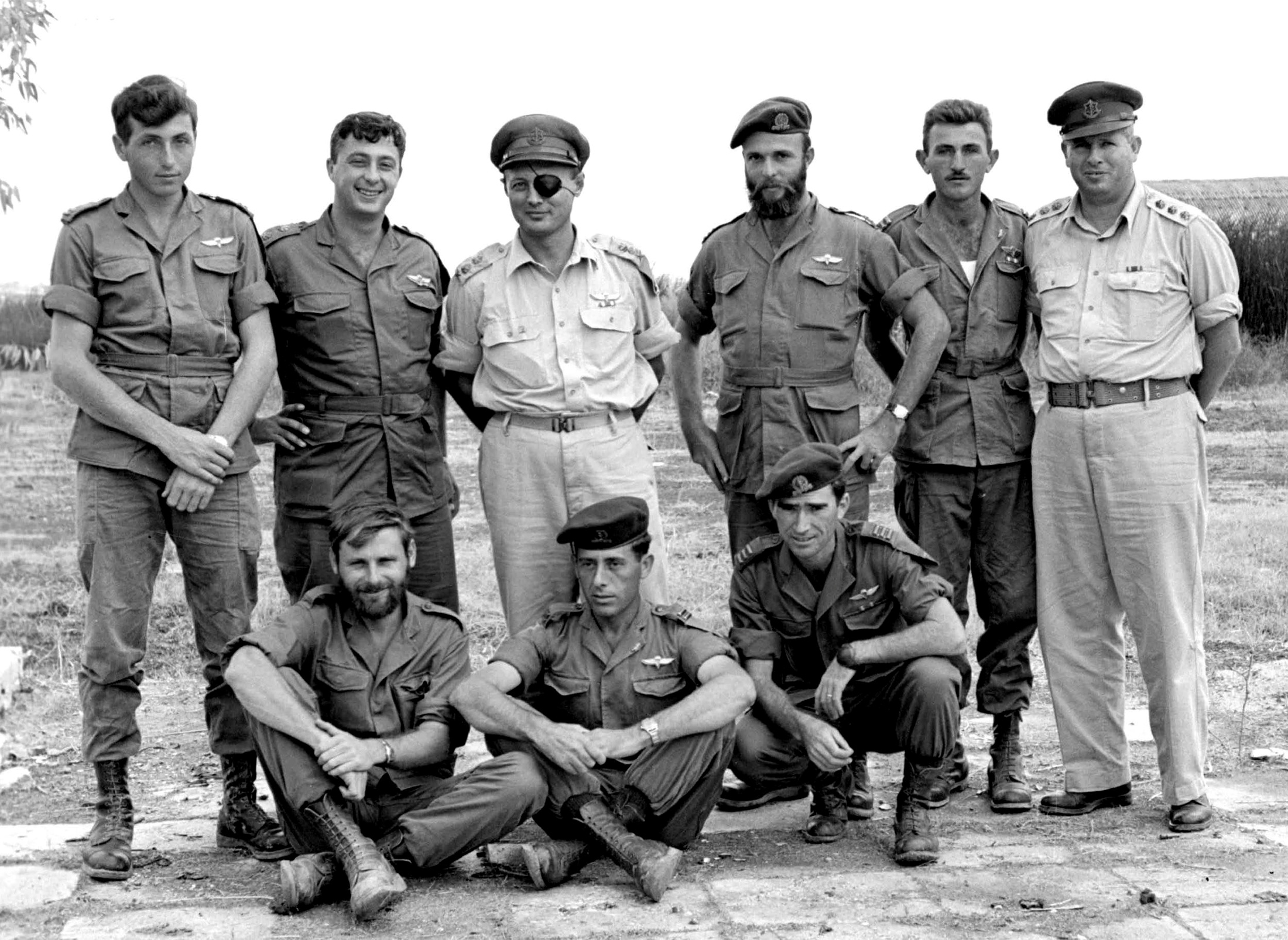
Sharon, al doilea de la stânga, rândul de sus, cu membrii Unității 101 după Operațiunea Egged (noiembrie 1955). În picioare, de la stânga la dreapta: Lt. Meir Har-Tzion, Maior Arik Sharon, Gen. Lt. Moshe Dayan, Căpt. Dani Matt, Lt. Moshe Efron, Gen. Maior Asaf Simhoni; rândul de jos, de la stg. spre dr.: Căpt. Aharon Davidi, Lt. Yaakov Yaakov, Căpt. Rafael Eitan

Un an și jumătate mai târziu, la ordinele directe ale primului-ministru Ben Gurion, Sharon a revenit la serviciul activ cu gradul de maior, ca fondator și comandant al unei noi unități, Unitatea 101, o unitate de forțe speciale, însărcinată cu operațiuni de represalii, ca răspuns la atacurile fedainilor palestinieni.
Prima unitate israeliană de comando, Unitatea 101, era specializată în război de gherilă ofensivă pe teritoriu inamic. Unitatea era alcătuită din 50 de oameni, în mare parte foști parașutiști și din personalul Unității 30. Ei au fost înarmați cu arme nestandardizate, fiind  însărcinați cu efectuarea unor acțiuni speciale de  represalii dincolo de granițele statului, în principal, manevre tactice de dimensiuni reduse, de pătrundere pe teritoriul inamic. Antrenamentul însuși implica și el atacarea de forțe inamice în afara granițelor Israelului.
„Noii recruți au început un regim dur de antrenament de zi și de noapte, exercițiile lor de orientare și de navigație purtându-i de multe ori peste graniță. Întâlnirile cu patrulele inamice sau paznici din sate erau considerate cea mai bună pregătire pentru misiunile care îi așteptau. Unii comandanți, cum ar fi Baum și Sharon, căutau în mod deliberat angajarea în luptă.

- Istoricul israelian Benny Morris descriind Unitatea 101 .”
Ca represalii la atacurile fedainilor asupra Israelului, Unitatea 101 a întreprins o serie de raiduri împotriva Iordaniei, care din 1948-1949 deținea și apoi, anexase Cisiordania. Raidurile au ajutat, de asemenea, la susținerea moralului israelienilor și la efortul de a convinge statele arabe că tânăra națiune este capabilă de acțiuni militare cu rază lungă de acțiune.
Cunoscută pentru raidurile sale împotriva civililor și obiectivelor militare arabe, unitatea este considerată responsabilă pentru masacrul de la Qibya, care a avut loc în toamna anului 1953. După ce un grup de fedaini palestinieni a folosit localitatea Qibya ca bază de pornire pentru un atac  în localitatea israeliană Yehud, atac în care a fost ucisă o mamă evreică și cei doi copii ai ei, Unitatea 101 a organizat o acțiune de represalii asupra satului, care a provocat aprox.65-70 victime în rândul civililor, inclusiv copii și femei. Aceste victime  apăruseră atunci, când luptătorii lui Sharon au dinamitat 45 de case și o școală..      
Ulterior, Sharon, în memoriile sale a susținut că înainte de a detona explozibilii unitatea ar fi verificat toate casele, și că credea că erau goale.</ref> 
Deși a recunoscut că rezultatele au fost tragice, Sharon a respins atacurile mediei, spunând: „De acum, se poate spera că bandele teroriste se vor gândi de două ori înainte de un atac, și pot fi siguri că vom riposta. Guvernele Iordaniei și Egiptului știu acum că dacă noi suntem vulnerabili, așa vor fi și ei”.
La câteva luni de la înființare, Unitatea 101 a fuzionat cu Batalionul 890 Parașutiști pentru a crea Brigada de parașutiști, al cărui comandant a devenit mai târziu și Sharon. Ca și Unitatea 101, și această unitate a continuat raiduri de represalii pe teritoriul arab, culminând cu atacul asupra sediului poliției din Kalkilia în toamna anului 1956.

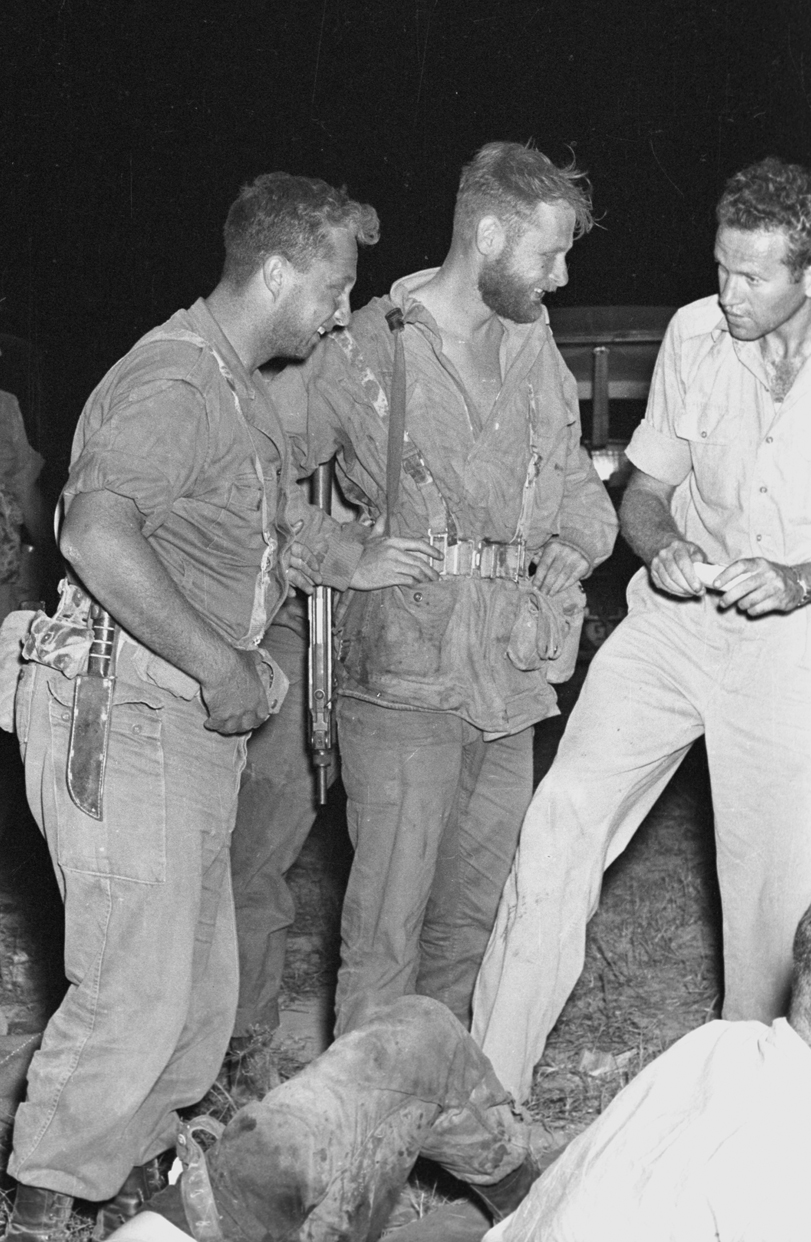
Sharon (stânga), înarmat cu un cuțit de luptă Ka-Bar, alături de membrii comandoului de parașutiști, înainte de Operațiunea Frunze de măslin, 1955.

Până la izbucnirea Crizei Suezului, operațiunile la care a participat Sharon au fost:
- Operațiunea „Shoshana”
- Operațiunea „Săgeata neagră”
- Operațiunea „Elkayam”
- Operațiunea „Egged”
- Operațiunea „Frunze de măslin”
- Operațiunea „Volcan”
- Operațiunea „Gulliver”
- Operațiunea „Lulav”

În cursul unei operațiuni de pedeapsă în tabăra de refugiați Deir al-Balah în Fâșia Gaza, Sharon a fost din nou rănit de focuri de armă, de această dată la picior.  
Incidente cum ar fi cel în care a fost implicat Meir Har-Tzion, alături de multe altele, au contribuit la tensiunile dintre noul prim-ministru israelian Moshe Sharett, care de multe ori s-a opus raidurilor lui Sharon, și șeful Marelui stat major Moshe Dayan, care, el însuși devenise din ce în ce ambivalent în sentimentele sale față de Sharon. Mai târziu, în același an, Sharon a fost investigat de către poliția militară în legătură cu modul în care și-a disciplinat unul din subordonații săi. Cu toate acestea, acuzațiile contra sa au fost retrase în perioada dinainte de declanșarea Crizei Suezului.

### Criza Suezului, 1956
În Criza Suezului din 1956 (operațiunea britanică „Mușchetar”), Sharon a comandat Unitatea 202 (Brigada de parașutiști). Luptătorii brigăzii au aterizat între Trecătoarea Mitla și partea de est a peninsulei Sinai, și au pătruns în trecătoare, împotriva recomandărilor superiorilor, suferind grele pierderi în luptă.  
După ce a realizat cu succes prima parte a misiunii sale (reunirea unui batalion parașutat lângă Trecătoarea Mitla cu brigada care se deplasa pe teren), unitatea comandată de Sharon a fost desfășurată în apropierea trecătorii. Nici avioanele de recunoaștere, nici cercetașii nu au raportat existența unor forțe inamice înăuntrul trecătorii. Sharon, ale cărui forțe inițial se deplasau spre est, a raportat superiorilor săi că este din ce în ce mai îngrijorat de posibilitatea prezenței inamicului în trecătoare, și de posibilitatea ca acesta să atace brigada din flanc sau din spate.
Sharon a cerut în repetate rânduri permisiunea de a ataca trecătoarea, dar cererile sale au fost respinse. I s-a permis, totuși, să verifice dacă trecătoarea este sau nu goală, și dacă da, i s-a promis că i se va permite s-o ocupe mai târziu. Sharon a trimis o mică forță de cercetași, care a fost însă întâmpinată de un foc intens, vehiculul lor împotmolindu-se în mijlocul trecătorii.
Sharon a ordonat restului trupei sale să atace, în scopul de a ajuta camarazii lor. Sharon a fost criticat de către superiorii săi, fiind acuzat câțiva ani mai târziu de mai mulți foști subordonați, care pretindeau că Sharon a încercat să-i provoace pe egipteni și a trimis cercetașii din rea-credință, asigurându-se că va rezulta o încleștare armată.

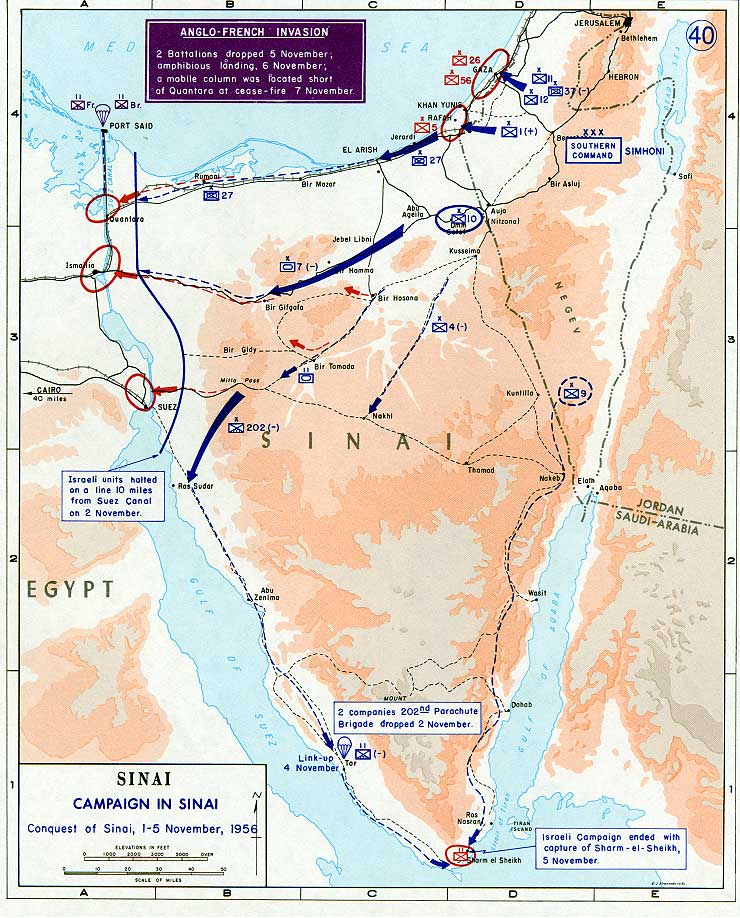
Cucerirea peninsulei Sinai de către forțele israeliene (1956)

Sharon a atacat orașul Themed în zori, luând cu asalt localitatea cu blindate prin Strâmtoarea Themed. 
Sharon a dirijat compania de poliție sudaneză, capturând așezarea. Pe drum spre Fortăreața Nakla, oamenii lui Sharon a fost întâmpinați de avioane de vânătoare MiG-15 egiptene. Pe data de 30, în aproape de Nakla trupele lui Sharon au făcut joncțiune cu cele ale lui Eitan. Dayan nu a avut în plan să avanseze dincolo de trecători, dar Sharon a decis totuși să atace pozițiile egiptene de la Jebel Heitan. Sharon a trimis parașutiștii săi cu arme de calibru mic împotriva egiptenilor plasați în tranșee, având suportul aviației și având în dotate tancuri și artilerie grea.
Sharon a acționat în acest fel ca urma a rapoartelor primite cu privire la faptul că în zonă urma să sosească Brigada 1 și 2 egipteană de blindate și Divizia 4 egipteană de blindate, despre care Sharon credea că dacă până la sosirea acestor forțe inamice nu va ocupa pozițiile înalte din zonă, aceste trupe vor anihila forțele sale. În după-amiaza zilei de 31 octombrie 1956, Sharon a trimis în Defileul Heitan două companii de infanterie, o baterie de mortiere și câteva tancuri AMX-13, aflate sub comanda lui Mordechai Gur.
Forțele egiptene au ocupat poziții defensive puternice și au întâmpinat cu foc puternic de arme antitanc, mortiere și mitralieră Armata Israeliană (IDF) 
Oamenii lui Gur au fost forțați să se retragă într-o mică depresiune, unde au fost înconjurați și supuși unui foc puternic. Auzind de aceasta, Sharon a trimis alte forțe, în timp ce oamenii lui Gur folosindu-se de vălul nopții, încercau să urce pereții defileului Heitan. În timpul acțiunii care a urmat, egiptenii au fost învinși și forțați să se retragă. În luptele de la Trecătoarea Mitla au fost uciși 260 soldați egipteni și 38 israelieni. Având în vedere aceste pierderi, acțiunile lui Sharon la Mitla sunt considerate ca fiind controversate, mulți din armată socotind că aceste pierderi au fost urmare a agresiunii inutile și neautorizate.
Urmările incidentului
Incidentul de la Trecătoarea Mitla a frânat pentru mai mulți ani cariera militară a lui Sharon. În același timp, el a ocupat poziție de comandant de brigadă de infanterie și a primit diplomă în drept de la Universitatea din Tel Aviv. Cu toate acestea, atunci când Yitzhak Rabin a devenit șef de stat major în 1964, Sharon a început din nou să avanseze rapid în grad, ocupând postul de șef al Școlii de Infanterie și Pregătire Armată, ajungând în cele din urmă la rangul de Aluf (general-maior).

### Războiul de Șase Zile
„A fost un plan complex. Dar elementele de care trebuia să se țină cont le-am dezvoltat și predat ani la rând... ideea luptei de aproape, luptei pe timp de noapte, atacul de surpriză cu parașutiști,  atacul din spate, atacul pe un front îngust, planificarea meticuloasă, conceptul de „tahbouleh”, adică relația dintre comandamentul  central și comanda de pe teren ... 

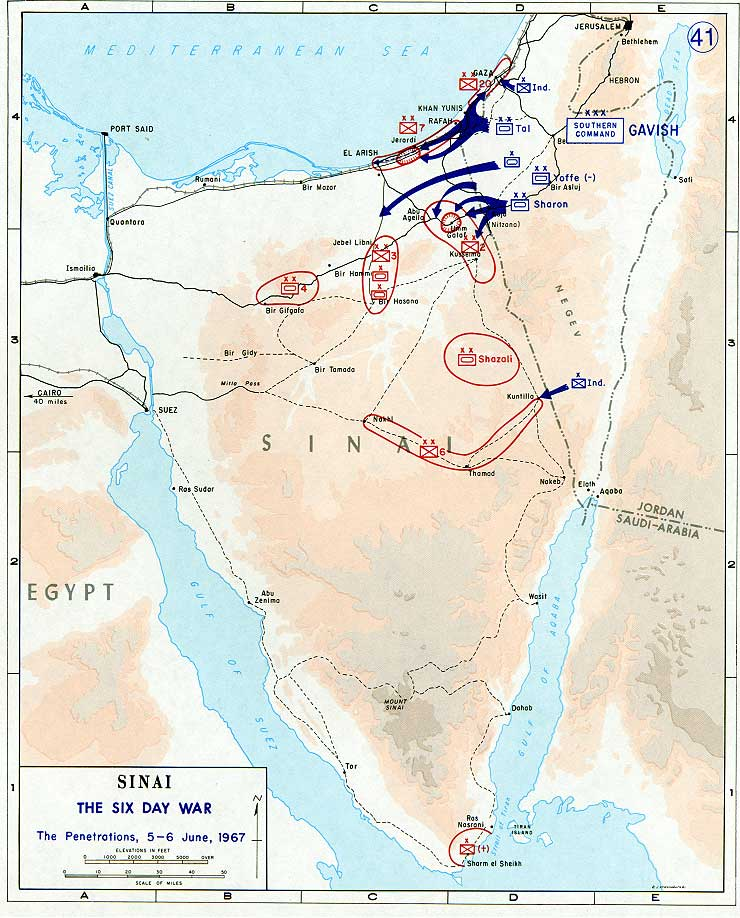
Cucerirea peninsulei Sinai. 5–6 iunie 1967

Dar toate aceste idei s-au maturizat deja, nu era nimic nou în ele. A fost pur și simplu o chestiune de a pune toate elementele împreună și de a le pune la lucru." 

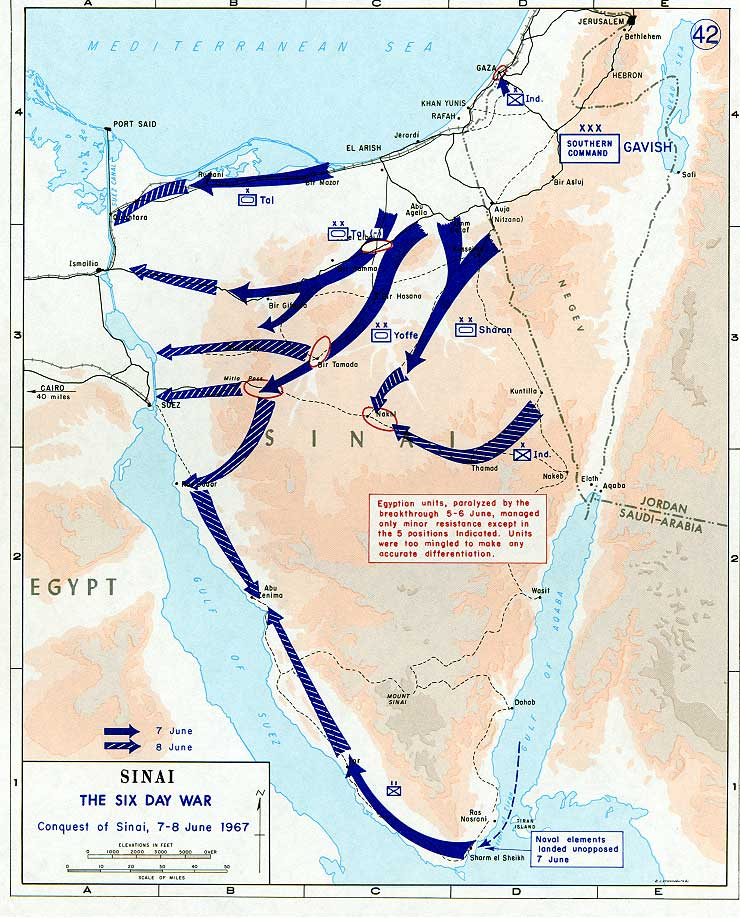
Cucerirea peninsulei Sinai. 7–8 iunie 1967

În  Războiul de Șase Zile din 1967, primind rol defensiv, Sharon aflat la comanda celei mai puternice divizii de blindate, în loc să se supună ordinelor, a elaborat propria sa strategie ofensivă, complexă, care combina acțiunea trupelor de infanterie, tancuri și parașutiști lansați din avioane și elicoptere, pentru a distruge forțele egiptene, cu care brigada lui Sharon s-a confruntat atunci când a pătruns în zona fortificată Kusseima-Abu-Ageila.
Victoriile lui Sharon și strategia ofensivă în Bătălia de la Abu-Ageila dus la recunoașterea sa internațională de către de strategii militari, el a fost considerat că a creat un nouă model de comandă operațională. Cercetătorii de la Centrul de Pregătire și Doctrine în Comanda Armatei din SUA au studiat planificarea operațională a lui Sharon, concluzionând că aceasta a aplicat în lupte o serie de inovații unice. Atacul condus de el a fost un atac simultan realizat de o multitudine de mici forțe, fiecare având un anumit scop, care atacau sinergic o anumită țintă a rețelei egiptene de apărare. Ca rezultat, în loc să sprijine și să acopere reciproc unul pe altul așa cum au fost concepuți să facă, fiecare unitate egipteană se lupta pentru propria sa viață.
În 1969, a fost numit Șeful Comandamentului de Sud al IDF. El nu a mai fost promovat până la retragerea sa din august 1973. Curând după aceea, el a ajutat la fondarea partidului politic Likud („Unitatea”).

### Războiul de Iom Kipur

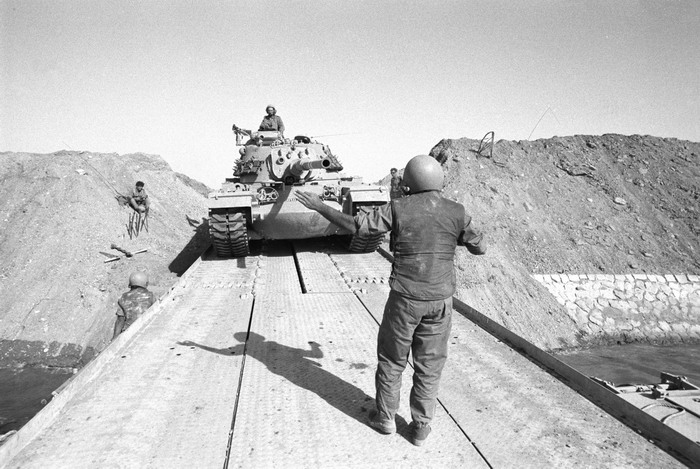
Divizia 143 a lui Sharon traversând Canalul Suez în direcția Cairo, în 15 octombrie 1973.

La începutul Războiului de Iom Kipur, pe 6 octombrie 1973, Sharon a fost chemat înapoi la datorie, împreună cu divizia sa de blindate de rezervă pe care o comanda. La ferma lui, înainte de a pleca pe front, comandantul rezerviștilor, Zeev Amit, l-a întrebat: „Cum vom ieși din situația asta?" Sharon i-a răspuns: „Nu știi? Vom traversa Canalul Suez și războiul se va termina acolo." Sharon a ajuns pe front cu un taxi, pentru a participa la cel de-al patrulea război din viața sa.
În ciuda insistențelor lui, forțele lui nu au atacat imediat Armata egipteană. Sub acoperirea întunericului, forțele lui Sharon s-au deplasat la un punct de pe Canalul Suez, care a fost pregătit înainte de război. Într-o mișcare care a încălcat din nou comenzile superiorilor săi, divizia lui Sharon a trecut peste Canalul Suez, câștigând în mod eficient războiul pentru Israel.  Apoi el s-a îndreptat spre nord, în direcția Ismailiei, cu intenția de a tăia liniile de aprvizionare a Armatei a II-a egipteană, dar divizia sa a fost oprită la sud de Canalul apă dulce.
Divizia lui Avraham Adan a trecut peste capul de pod în Africa, avansând până la 101 km de Cairo. Divizia lui a reușit să încercuiască Suez, tăind și înconjurând Armata a III-a egipteană. Tensiunile dintre cei doi generali care au urmat deciziei lui Sharon au dus la acuzații aduse lui Sharon, dar un tribunal militar a constatat mai târziu, că acțiunea sa a fost eficace din punct de vedere militar.

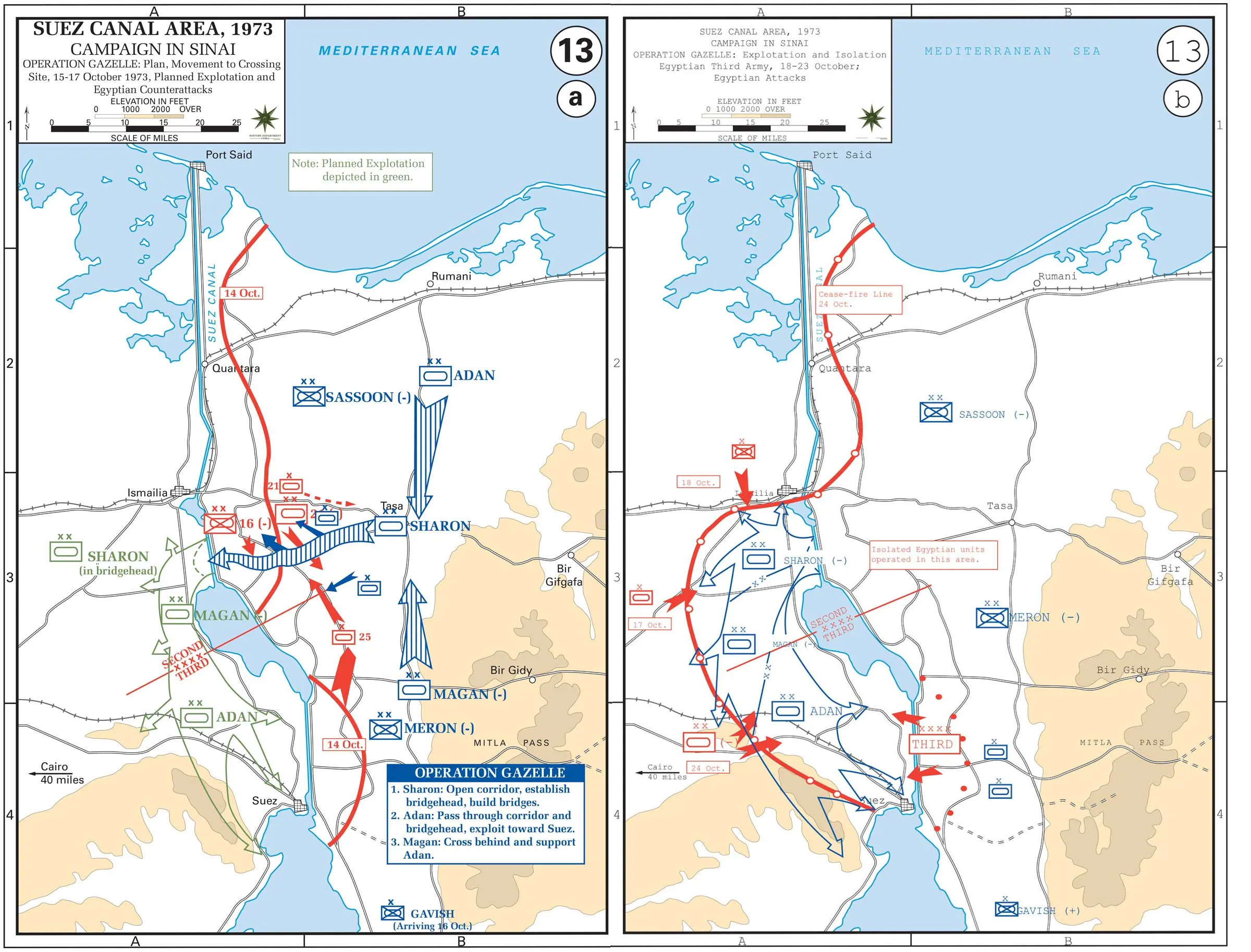
Operațiunea Gazela, Manevra terestră a forțelor israeliene de încercuire a Armatei a III-a egipteană, octombrie 1973

Manevra terestră complexă a lui Sharon este considerată ca o acțiune decisivă în Războiul de Yom Kippur, subminând acțiunile Armatei a II-a egipteană și încercuind Armata a III-a egipteană.  Aceasta mișcare a fost considerată de mulți israelieni ca punctul de cotitură al războiului în războiul de pe frontul din Peninsula Sinai. Astfel, Sharon este considerat de mulți ca erou al Războiului de Yom Kippur, căruia i se datorează victoria terestră a Israelului din Sinai în 1973. O fotografie cu Sharon purtând un bandaj pe cap lângă Canalul Suez a devenit un simbol al abnegației în luptă a israelienilor.
Poziția politica a lui Sharon în acest conflict armat a fost controversată, și el a fost eliberat din funcție în februarie 1974.

## Sharon ca politician

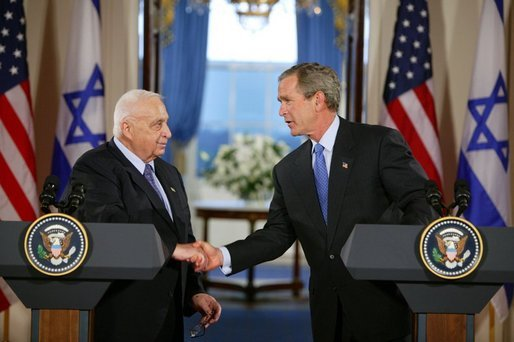
Președintele Bush și prim-ministrul Sharon la Casa Albă, aprilie 2004

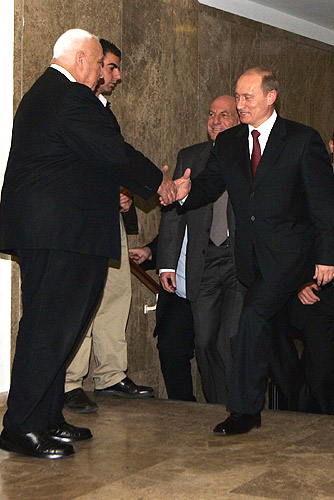
Sharon și Vladimir Putin în Israel

Ariel Sharon și-a început cariera politică în calitate de co-fondator al partidului de centru-dreapta Likud, apoi a ocupat mai multe posturi ministeriale, printre care Ministerul Apărării, în timpul încheierii Tratatului de pace israelo-egiptean și în timpul intervenției  militare israeliene în Liban din 1982.
La 7 martie 2001, Ariel Sharon a devenit Prim-ministru al Statului Israel, după declanșarea celei de-a doua Intifade. Ca urmare a morții a sute de civili, ia măsuri pentru reprimarea actelor de teroare, prin operația militară Zid de apărare și construirea gardului care desparte așezările palestinene din Cisiordania de teritoriul Statului Israel, precum și de așezările de coloni evrei în teritoriul ocupat al Cisiordaniei, iar ulterior în 2005 a pus la punct și a aplicat un plan de dezangajare din teritoriile ocupate din Fâșia Gaza si nordul regiunii Samaria.
A fost prim-ministru al Israelului în perioada 7 martie 2001 - 16 aprilie 2006. Din 4 ianuarie 2006 s-a aflat în stare de comă în urma unei grave hemoragii cerebrale.
Ariel Sharon a decedat la 11 ianuarie 2014, la spitalul Tel Hashomer, din Ramat Gan. A fost înmormântat luni, 13 ianuarie 2014, la ferma familiei sale - Havat Hashikmim (Ferma sicomorilor) din nord vestul Neghevului, în apropierea graniței cu Fâșia Gaza.
Ariel Sharon a fost căsătorit de două ori: mai întâi cu Margalit (Gali), născută Zimmermann, originară din Brașov, România, și care a murit într-un accident de automobil în anul 1962, iar apoi cu sora acesteia, Rozalia Lilly, care a murit de cancer în anul 2000. 
Copilul născut cu prima sa soție, Gur, a murit la vârsta de 11 ani în octombrie 1967 într un accident provocat de un glonte tras din greșeală pe când se juca cu un prieten cu o pușcă dintre cele cinci aflate la vremea respectivă în colecția tatălui său. Din a doua căsătorie s-au născut alți doi fii: Omri și Ghilad.

## Onoruri
- Parcul ecologic din zona Hiriye din sudul Tel Avivului a primit numele Ariel Sharon